# تكلفة الفرصة البديلة

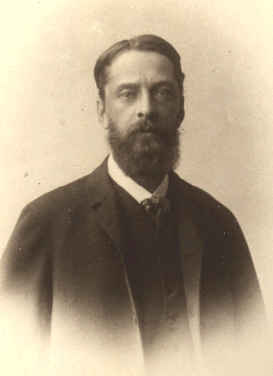

في نظرية الإقتصاد الجزئي، فإن تكلفة الفرصة البديلة والمعروفة أيضاً بأسم التكلفة البديلة، هي قيمة (ليست منفعة) اختيار أفضل تكلفة بديلة من خلال مرحلة إتخاذ القرار. الاختيار يجب أن يتخذ من بين عدة بدائل غير متكافئة، ولنفترض أنه تمت الموافقة على أفضل اختيار، فأن ذلك الاختيار تكبد بعدم الاستفادة من المزايا الموجودة لو تمت الموافقة على الاختيار الأفضل الثاني. يعرف قاموس أكسفورد الأمريكي الجديد تكلفة الفرصة البديلة أنها خسارة الأرباح أو الفوائد من الفرص البديلة الأخرى عند اختيار بديل واحد. تكلفة الفرصة البديلة هي مفهوم أساسي في علم الاقتصاد، وقد تم وصفها بأنها تعبر عن العلاقة الأساسية بين الندرة والاختيار. يؤدي مفهوم تكلفة الفرصة البديلة دوراً مهماً وحاسماً في محاولات ضمان استخدام الموارد النادرة بكفاءة. إذاً فأن تكاليف الفرصة البديلة لاتقتصر على التكاليف النقدية أو المالية، وإنما تشمل الناتج الضائع والوقت الضائع والمتعة وأي فائدة أخرى.

## التاريخ
فقد تمت صياغة مصطلح “تكلفة الفرصة البديلة” في عام 1914 من قبل الإقتصادي النمساوي فريدرش فن وازير في كتابه نظرية الاقتصاد الاجتماعي. ولكن تم توقع هذه الفكرة من قبل الكتاب القدامى مثل بنيامين فرانكلين وفردريك باستيا، وصاغها بنيامين فرانكلين في “الوقت هو المال” وقد تم شرح مفهوم تكاليف الفرصة البديلة المرتبطة به في ”تقديم المشورة إلى التاجر الشاب” عام 1746: “تذكر أن الوقت هو المال. فهو يمكنك من كسب عشرة شلن في يوم واحد من خلال عملك، أو تذهب إلى خارج المدينة أو تجلس لنصف اليوم خاملاً. مع أنك تنفق نصف الشلن من خلال اللهو والخمول ويجب أن لاتعتقد أن هذه فقط مصروفك، وأنت بالفعل قد صرفت أو رميت خمسة شلن وليست نصف شلن.”
فقد صاغ باستيا عام 1848 في مقاله “ما شوهد وما لم يشاهد” مفهوماً لتكلفة الفرصة البديلة في نقده لمغالطة النوافذ المكسورة، ومارأه أنها حجج زائفة في الإنفاق العام.

## تكاليف الفرصة البديلة في الإنتاج

### التكاليف الصريحة
التكاليف الصريحة تسمى أيضا التكاليف الظاهرة هي تكاليف الفرصة البديلة التي تنطوي الدفع النقدي المباشر من المنتجون. إن تكلفة الفرصة البديلة لعوامل الإنتاج الغير مملوكة من قبل المُنتِج هو الثمن الموجب دفعه. مثال ذلك، إذا كانت الشركة تنفق 100 دولار على الطاقة الكهربائية التي تستهلكها، تكون تكلفة الفرصة البديلة الصريحة هي 100 دولار. لذلك تكون هذه النفقات الفرصة الضائعة لشراء شيء أخر مقابل 100 دولار.

### التكاليف الضمنية
التكاليف الضمنية تسمى أيضا التكاليف المحسوبة أو الإفتراضية هي تكاليف الفرصة البديلة التي لاتنعكس في التدفقات النقدية خارج نطاق العمل ولكنها تنطوي على عدم قيام الشركة بتخصيص مواردها المملوكه أو عوامل الإنتاج إلى أفضل استخدام بديل. مثال ذلك، فقد اشترت الشركة المصنعة سابقاً 1000 طن من الصلب والآلات لإنتاج قطعة. الجزء الضمني من تكلفة الفرصة البديلة لإنتاج هذه القطعة هو الإيرادات المفقودة بسبب عدم بيع الصلب وعدم تأجير الآلات بدل من إستخدامها لعملية الإنتاج.
من أمثلة تكلفة الفرصة البديلة هي في تقييم المشترون الأجانب (للولايات المتحدة الأمريكية) وتوزيع الأصول النقدية في العقارات أو أنواع أخرى من أدوات الإستثمار.
مؤخراً قام الكثير من المستثمرين الصينيين من هونغ كونغ وتايون بعد أزمة التراجع في يونيو وجولاي 2015 بتحويل إستثماراتهم إلى الولايات المتحدة الأمريكية باعتبارها سفينة أو بوابة بديلة لإستثماراتهم بالدولار، فإن تكلفة الفرصة البديلة لبقاء أموالهم في سوق الأسهم الصينية أو العقارات الصينية مرتفعة جداً مقابل العوائد المتاحة في سوق العقارات بالولايات المتحدة الأمريكية.

## التقييم
يلاحظ في أن تكلفة الفرصة البديلة ليست كامل مجموع البدائل المتاحة وإنما عندما تقوم هذه البدائل بدورها بشكل حصري فيما بينهم. فهذا هو أفضل بديل ثاني يعطي الاختيار لأفضل خيار. تكلفة الفرصة البديلة لقرار المدينة لبناء مستشفى على أحد أراضيها الشاغرة هو فقدان الفرصة لبناء مركز رياضي أو استخدام الأرض لمواقف السيارات أو حتى الاستفادة من المال في حال بيع الأرض. لذلك تنفيذ أحد هذه الأسباب يمنع الاستفادة من الأخريات.
إذا فقد شخصاً ما الفرصة لكسب المال، هذا يعني تكلفة الفرصة البديلة. إذا قرر شخصاً ما في إهدار المال، وكان بالإمكان الاستفادة من هذه المال لشراء سلع أو خدمات أخرى، فهذا يعني أن الأموال المهدرة هي جزء من تكلفة الفرصة البديلة كذلك. مثال، أضف قيمة البدائل التالية ولديك تكلفة الفرصة البديلة الكاملة، إذا قمت بالذهاب إلى الحفلة الموسيقية وتركت العمل فإن تكلفة الفرصة البديلة لديك هي المال لأنك لو ذهبت للعمل لحصلت على مال مع الاحتفاظ بملبغ تذكرة الحفلة الموسيقية.

## مثال
السؤال
لنفترض أن لديك تذكرة مجانية لحفلة موسيقية من قبل الفرقة X. معنى ذلك أن التذكرة لاقيمة مالية لها إذا قررت إعادتها للفرقة. ولسوء الحظ صادف نفس الليلة حفلة موسيقية أخرى من النوع الذي تحب وتسمى Y ولكن قيمة التذكرة هي 40 دولار وكنت تتمنى حضورها لو كلفك ذلك 50 دولاراً. السؤال ماهي تكلفة الفرصة البديلة لإستخدام التذكرة المجانية ومشاهدة الفرقة X بدلاً من Y؟
الإجابة
الفائدة هي من هو المهم بالنسبة لك وذا قيمة، لذلك هي 10 دولار معنى ذلك أنت تمنيت أن تدفع 50 دولاراً لمشاهدة فرقة Y بينما التذكرة قيمتها هي 40 دولاراً.